# Cecil Hills
Cecil Hills (in italiano: Colline Cecil) è un sobborgo di nord Sydney, nello Stato del Nuovo Galles del Sud in Australia. Fa parte dell'area governativa locale della Città di Liverpool, ed è parte della regione della Grande Sydney Occidentale (Greater Western Sydney).
Cecil Hills si trova a 38 km dal Distretto affaristico centrale di Sydney.

## Storia
Nel 1817, vengono concessi 2000 acri (8,10 km²) a John Wylde, il giudice-avvocato del Nuovo Galles del Sud, nella parrocchia di Cabramatta. Chiamò così la sua proprietà Cecil Hills come la sua proprietà britannica a Chestnut, Hertfordshire. Visse nella sua proprietà per un breve periodo poiché fu chiamato a Città del Capo, in Sud Africa, come Giudice Capo.
La moglie gestì la sua proprietà fino alla morte nel 1864.
Fu usata come fattoria fino agli anni ottanta del XX secolo quando fu riadattata a villa.
Il sobborgo di Cecil Hills fu chiamato così nel 1992.

## Popolazione
Secondo il censimento del 2011 ci sono 6865 residenti, di cui le coppie con figli sono il 69,3%, il 54.6% sono persone nate in Australia.